# Kings and Queens (álbum)
Kings and Queens es el décimo álbum de estudio de la agrupación alemana de heavy metal Axel Rudi Pell, publicado en 2004 por Steamhammer Records y producido por Axel Rudi Pell y Charly Bauerfeind.

## Lista de canciones
1. "The Gate" (intro)
2. "Flyin' High"
3. "Cold Heaven"
4. "Strong As a Rock"
5. "Forever Angel"
6. "Legions of Hell"
7. "Only the Strong Will Survive"
8. "Sailing Away"
9. "Take the Crown"
10. "Sea of Evil"

## Créditos
- Johnny Gioeli - voz
- Axel Rudi Pell - guitarra
- Volker Krawczak - bajo
- Mike Terrana - batería
- Ferdy Doernberg - teclados